# Silis ruficollis
Silis ruficollis är en skalbaggsart som först beskrevs av Fabricius 1775.  Silis ruficollis ingår i släktet Silis, och familjen flugbaggar. Arten är reproducerande i Sverige.